# Goodale Glacier
Goodale Glacier är en glaciär i Antarktis. Den ligger i Västantarktis. Nya Zeeland gör anspråk på området. Goodale Glacier ligger 581 meter över havet.
Terrängen runt Goodale Glacier är kuperad åt sydost, men åt nordväst är den platt. Terrängen runt Goodale Glacier sluttar norrut.  Trakten är obefolkad. Det finns inga samhällen i närheten. 